# Wegberg-Wildenrath vasúti tesztközpont

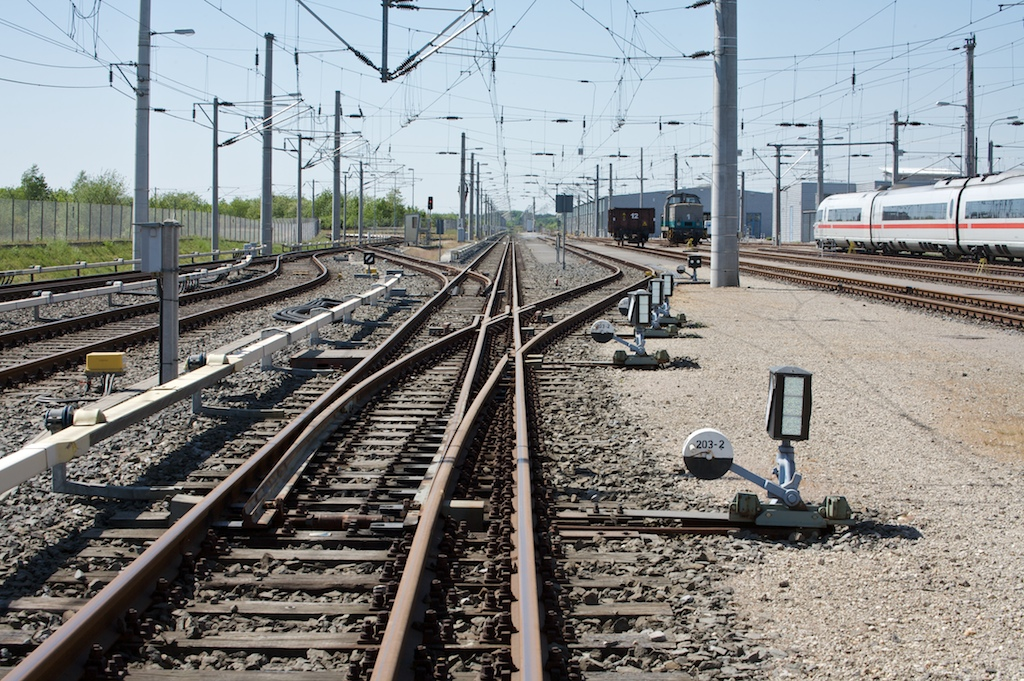
A Wegberg-Wildenrathi vasúti tesztközpont

A Wegberg-Wildenrathi vasúti tesztközpont (németül: Prüfcenter Wegberg-Wildenrath) egy németországi vasúti tesztpálya. A központot az egyik legnagyobb európai vasúti járműgyártó, a Siemens üzemelteti, itt bonyolítják a kontinens piacaira szánt járművek tesztfutásait. A létesítmény Németországon belül akkreditált vizsgaközpontként működik, így típusvizsgákat és a német vonalakra szánt, nem Siemens által gyártott járművek vizsgáinak is helyt ad.

## Története
A Siemens az egyik legnagyobb európai vasúti járműgyártóként már régóta alkalmas helyet keresett egy olyan helyszínre, amelyen a saját fejlesztésű mozdonyok és vasúti szerelvények próbafutásait bonyolíthatnák. A választás a Brit Rajnai Hadsereg 1992-ben kiürített wildenrathi repülőterére esett. A tesztközpont a repülőtér egykori kifutópályájának keleti részén, illetve a környező erdőkben épült fel. A létesítmény építéséhez a repülőtér hangárjait egyáltalán nem tudták felhasználni, így azokat elbontották. Az első próbamenetekre 1998-ban került sor.

## Infrastruktúra

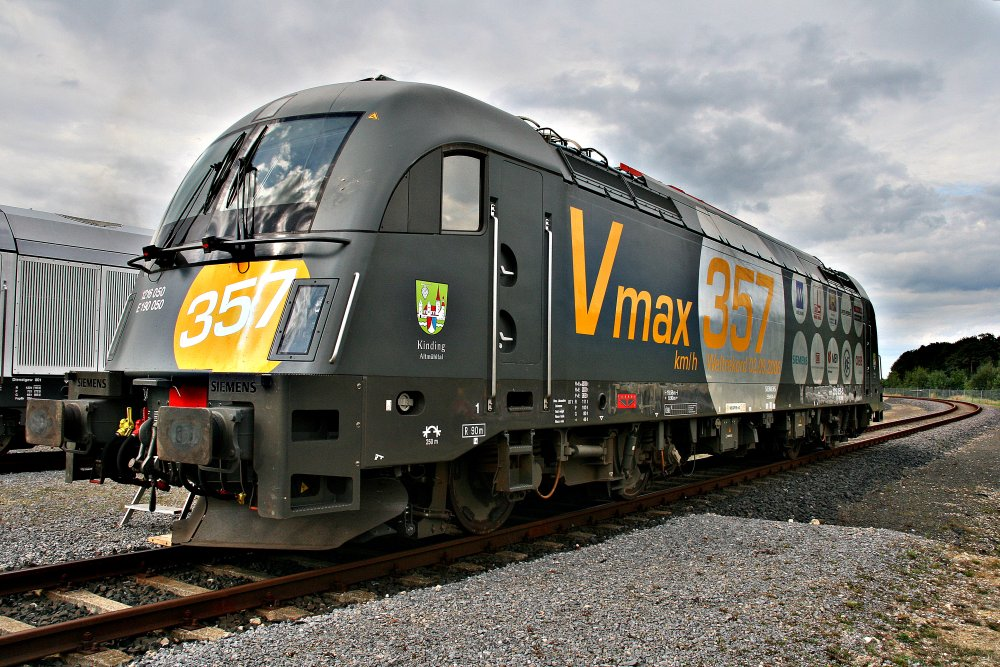
Az Osztrák Szövetségi Vasutak Taurusa a központ nyílt napján, 2007-ben

A tesztközpontból egy 3 kilométer hosszú vágány csatlakozik az egykori Vasrajna vasútvonalhoz, azon keresztül pedig a német vasúti hálózathoz. A normál nyomtávú járműveket a közeli Mönchengladbach-Reyhdt vasútállomásáról a központ saját mozdonya vontatja a teszt helyszínére, mivel az oda vezető szárnyvonal villamosítatlan.
A tesztközpont saját vágányhálózata normál és keskeny nyomtávú hálózatból áll. A létesítmény legfontosabb eleme a nagyvasúti járművek próbafutásait bonyolító két körpálya. A kisebbik körpálya 300 méter sugarú, az itt elérhető legnagyobb sebesség 90 km/h. Ezen a szakaszon végzik az alacsony sebességre képes járművek (s-bahn, városi villamosvasút, teher-pályaudvari tolatómozdonyok) próbameneteit. A nagyobbik tesztkörön 210 km/h-ig gyorsíthatnak a vonatok. Mindkét körpályát ETCS-1 és ETCS-2 vonatbefolyásoló rendszerekkel szerelték fel. A pályán több áramnem is elérhető, így az európai határátmenetek is szimulálhatóak. Itt próbálták ki először az európai Galileo helymeghatározó rendszerek vasúti járművek számára fejlesztett alkalmazásait.
A nagy körpályán belül több kiegészítő jellegű vasúti próbapálya is található. Ezek közül a leghosszabb az 1 kilométeres harmadik sínnel kiegészített szakasz, amelyen a metrókocsik közlekedtetése lehetséges. A nagy kör belsejében kialakított vágányhálózaton tanulmányozható a járművek viselkedése szűk ívekben és különböző lejtésű pályaszakaszokon.